# Рейсинг Буллз
Рейсинг Буллз (итал. Racing Bulls SpA), полное название Visa Cash App Racing Bulls Formula One Team, сокращённое VCARB и RB — итальянская автогоночная команда Формулы-1. Дебютировала в сезоне 2024 года. Это один из двух конструкторов Формулы-1, принадлежащих австрийскому конгломерату Red Bull GmbH, второй — Red Bull Racing. Известная как Scuderia AlphaTauri с сезона 2020 года по сезон 2023 года, в сезоне 2024 года команда была переименована в своё нынешнее название. Гонщики, выступавшие за Racing Bulls SpA в сезоне Формулы-1 2024 года, — Даниэль Риккардо, Юки Цунода и Лиам Лоусон, а руководитель команды — Алан Пермейн.

## Происхождение
Команда берёт своё начало от Minardi. Minardi выступала в Формуле-1 с сезона 1985 года по сезон 2005 года, а затем была куплена Red Bull в сезоне 2006 года и стала дочерней командой Red Bull Racing. С сезона 2006 года по сезон 2019 года команда выступала под названием Toro Rosso и была известна как команда для будущих талантов Red Bull, таких как будущие четырёхкратные чемпионы мира Себастьян Феттель и Макс Ферстаппен, а также такие успешные гонщики как Карлос Сайнс и Даниэль Риккардо.
К сезону Формулы-1 2020 года Toro Rosso была переименована в AlphaTauri в целях продвижения модного бренда Red Bull AlphaTauri. По словам Франца Тоста и Хельмута Марко, предыдущий ребрендинг на Scuderia AlphaTauri также подтвердил, что команда перешла из юниорской команды Red Bull Racing в родственную команду, хотя это осталось сомнительным утверждением, учитывая последующий ребрендинг в Racing Bulls.
К сезону 2024 года команда была переименована в своё текущее название (Racing Bulls) и была известна как Visa Cash App RB Formula One Team или просто RB. На 2025 год команда перестала использовать инициалы RB в названии и стала называть себя полным именем Racing Bulls.

## История выступлений
RB дебютировала в сезоне Формулы-1 2024 года с гонщиками Даниэлем Риккардо и Юки Цунодой. Команда продолжила использовать силовые агрегаты Honda RBPT, таким образом используя силовые установки Honda с сезона Формулы-1 2018 года, когда она получила название Scuderia Toro Rosso.

## Результаты выступлений в Формуле-1
| Легенда к таблице |                                                                    |
| --- | ------------------------------------------------------------------ |
| В таблице перечислены результаты всех Гран-при Формулы-1, в которых принимала участие команда. Строками таблицы являются сезоны, столбцами — этапы чемпионата мира. В каждой клетке указаны сокращённое название этапа и результаты гонщиков команды, дополнительно обозначенные цветом. Расшифровка обозначений и цветов представлена в нижеследующей таблице. |                                                                    |
| \| Пример \| Описание \| \| ------------ \| ------------------------------------------------------------------ \| \| 1 \| Победитель \| \| 2 \| Второе место \| \| 3 \| Третье место \| \| 5 \| Финишировал, заработав очки \| \| Сход \| Не финишировал, но при этом заработал очки \| \| 12 \| Финишировал, не получив очков \| \| НКЛ \| Финишировал, но не попал в финальную классификацию \| \| 15 \| Участвовал вне зачёта, либо по отдельной классификации \| \| 18 \| Не финишировал, но попал в финальную классификацию \| \| Сход \| Не финишировал \| \| НКВ \| Не прошёл квалификацию \| \| НПКВ \| Не прошёл предквалификацию \| \| ДСК \| Дисквалифицирован \| \| ИСК \| Исключён из протокола соревнований \| \| ТТ \| Заявлен для участия только в тренировках \| \| НС \| Участвовал в квалификации, но не стартовал в гонке \| \| Т \| Травмирован или болен \| \| ОТК \| Отказ от участия \| \| НТР \| Прибыл на соревнования, но на трассу не выезжал \| \| НПР \| Был заявлен в числе участников, но не прибыл к началу соревнований \| \| О \| Соревнования отменены \| \| \| Не участвовал \| \| Поул-позиция \| \| \| Быстрый круг \| \| |                                                                    |
| Пример | Описание                                                           |
| 1 | Победитель                                                         |
| 2 | Второе место                                                       |
| 3 | Третье место                                                       |
| 5 | Финишировал, заработав очки                                        |
| Сход | Не финишировал, но при этом заработал очки                         |
| 12 | Финишировал, не получив очков                                      |
| НКЛ | Финишировал, но не попал в финальную классификацию                 |
| 15 | Участвовал вне зачёта, либо по отдельной классификации             |
| 18 | Не финишировал, но попал в финальную классификацию                 |
| Сход | Не финишировал                                                     |
| НКВ | Не прошёл квалификацию                                             |
| НПКВ | Не прошёл предквалификацию                                         |
| ДСК | Дисквалифицирован                                                  |
| ИСК | Исключён из протокола соревнований                                 |
| ТТ | Заявлен для участия только в тренировках                           |
| НС | Участвовал в квалификации, но не стартовал в гонке                 |
| Т | Травмирован или болен                                              |
| ОТК | Отказ от участия                                                   |
| НТР | Прибыл на соревнования, но на трассу не выезжал                    |
| НПР | Был заявлен в числе участников, но не прибыл к началу соревнований |
| О | Соревнования отменены                                              |
| | Не участвовал                                                      |
| Поул-позиция |                                                                    |
| Быстрый круг |                                                                    |

| Сезон | Шасси                 | Двигатель                    | Ш | Гонщики  | 1   | 2   | 3   | 4    | 5    | 6    | 7   | 8   | 9   | 10   | 11  | 12   | 13  | 14  | 15  | 16   | 17   | 18  | 19  | 20   | 21  | 22  | 23  | 24  | Место | Очки |
| ----- | --------------------- | ---------------------------- | - | -------- | --- | --- | --- | ---- | ---- | ---- | --- | --- | --- | ---- | --- | ---- | --- | --- | --- | ---- | ---- | --- | --- | ---- | --- | --- | --- | --- | ----- | ---- |
| 2024  | RB VCARB 01           | Honda RBPT RBPTH002 1,6 V6 Т | P |          | БАХ | САУ | АВС | ЯПО  | КИТ  | МАЙ  | ЭМИ | МОН | КАН | ИСП  | АВТ | ВЕЛ  | ВЕН | БЕЛ | НИД | ИТА  | АЗЕ  | СИН | США | МЕХ  | САП | ЛАС | КАТ | АБУ | 8     | 46   |
| 2024  | RB VCARB 01           | Honda RBPT RBPTH002 1,6 V6 Т | P | Риккардо | 13  | 16  | 12  | Сход | Сход | 15   | 13  | 12  | 8   | 15   | 9   | 13   | 12  | 10  | 12  | 13   | 13   | 18  |     |      |     |     |     |     | 8     | 46   |
| 2024  | RB VCARB 01           | Honda RBPT RBPTH002 1,6 V6 Т | P | Цунода   | 14  | 15  | 7   | 10   | Сход | 7    | 10  | 8   | 14  | 19   | 14  | 10   | 9   | 16  | 17  | Сход | Сход | 12  | 14  | Сход | 7   | 9   | 13  | 12  | 8     | 46   |
| 2024  | RB VCARB 01           | Honda RBPT RBPTH002 1,6 V6 Т | P | Лоусон   |     |     |     |      |      |      |     |     |     |      |     |      |     |     |     |      |      |     | 9   | 16   | 9   | 16  | 14  | 17  | 8     | 46   |
| 2025  | Racing Bulls VCARB 02 | Honda RBPT RBPTH003 1,6 V6 Т | P |          | АВС | КИТ | ЯПО | БАХ  | САУ  | МАЙ  | ЭМИ | МОН | ИСП | КАН  | АВТ | ВЕЛ  | БЕЛ | ВЕН | НИД | ИТА  | АЗЕ  | СИН | США | МЕХ  | САП | ЛАС | КАТ | АБУ | 8*    | 45*  |
| 2025  | Racing Bulls VCARB 02 | Honda RBPT RBPTH003 1,6 V6 Т | P | Хаджар   | НС  | 11  | 8   | 13   | 10   | 11   | 9   | 6   | 7   | 16   | 12  | Сход | 20  | 11  |     |      |      |     |     |      |     |     |     |     | 8*    | 45*  |
| 2025  | Racing Bulls VCARB 02 | Honda RBPT RBPTH003 1,6 V6 Т | P | Цунода   | 12  | 16  |     |      |      |      |     |     |     |      |     |      |     |     |     |      |      |     |     |      |     |     |     |     | 8*    | 45*  |
| 2025  | Racing Bulls VCARB 02 | Honda RBPT RBPTH003 1,6 V6 Т | P | Лоусон   |     |     | 17  | 16   | 12   | Сход | 14  | 8   | 11  | Сход | 6   | Сход | 8   | 8   |     |      |      |     |     |      |     |     |     |     | 8*    | 45*  |

* — Сезон продолжается.

### Комментарии
1. ↑  Получил дополнительные пять очков за четвёртое место в спринте.
2. 1 2  Получил дополнительное очко за восьмое место в спринте.
3. ↑  Получил дополнительные три очка за шестое место в спринте.